# دبیرستان شهید بهشتی (رشت)
دبیرستان شهید بهشتی رشت که در گذشته شاهپور نامیده می‌شد، مربوط به دورهٔ قاجاریان است؛ در شهر رشت، میدان فرهنگ واقع شده. این مدرسه مربوط به دورهٔ پهلوی است و با شمارهٔ ثبت ۱۵۱۷ به نام دبیرستان شاهپور، به عنوان یکی از آثار ملی ایران به ثبت رسیده است. در شهریور ۱۳۹۵ از سوی سازمان میراث فرهنگی، لوحی برای یادبود افتخارات علمی این مدرسه در سر در ورودی مدرسه نصب گردید. مدیر حال حاضر این مجموعه بزرگ آموزشی، اسماعیل پروانه می‌باشد. دانش‌آموزان نخبه از سراسر رشت در این مدرسه مشغول به تحصیل هستند. در تاریخ ۱۲ مهر ماه ۱۳۹۸ جشن ۱۰۰ سالگی دبیرستان شاهپور با حضور فارغ التحصیلان و معلمان سال‌های مختلف برگزار شد.

## تاریخچه
دبیرستان شاهپور (بهشتی) رشت در سال ۱۲۹۸ شمسی ابتدا در باغ سبزه‌میدان تحت عنوان مدرسه متوسط نمره یک کار خود را آغاز کرد و در آن دوران از وجود ارزشمند شخصیت‌هایی مانند: میرزا حسن خان رشدیه، میرزا عیسی خان سمیعی، میرزا عبدالمجید فرساد، عبدالله راعی و… بهره برد.
در ادامه به زیر کوچه و در پایان به حوالی میدان ناصریه (فرهنگ) نقل مکان کرد.

## (دبیران و مدیران قبلی دبیرستان)
| نام                                               | زمینه فعالیت |
| ------------------------------------------------- | --- |
| محمدباقر نوبخت حقیقی                              | مدیر و مدرس دبیرستان در دهه۶۰، نماینده مردم رشت در چهار دوره مجلس شورای اسلامی و دبیرکل حزب اعتدال و توسعه و رئیس سازمان بودجه |
| ولی‌الله اردشیری                                   | دبیر فیزیک دهه ۶۰ و ۷۰ |
| مجید جهانپور                                      | دبیر ورزش دهه ۶۰ و ۷۰، مربی تیم ملی فوتبال ایران و تیم فوتبال استقلال رشت                                                      |
| ایت الله مهدی غلام حضرت حجت معروف به استاد آل حجت | دبیر سال های ۱۳۷۸الی ۱۴۰۲، مدیر گروه معارف استان و دبیر انجمن علمی الهیات معلمان استان                                         |
| هادی آمیغ                                         | دبیر ورزش دهه ۶۰ و ۷۰، بازیکن و مربی تیم ملی بسکتبال ایران                                                                     |
| هادی ازگومی                                       | دبیر ریاضی دهه ۶۰ و ۷۰ |
| ابراهيم شعبانی پور                                | دبیر ریاضی دهه ۶۰ و ۷۰ و ۸۰ |
| اسماعیل پروانه گشتی                               | مدیر دبیرستان شهید بهشتی |

## (دانش آموزان و مفاخر فارغ‌التحصیل دبیرستان)
| نام                    | زمینه فعالیت |
| ---------------------- | --- |
| محمّد معین              | استاد زبان فارسی و پدیدآورندهٔ فرهنگ معین |
| محمود بهزاد            | مترجم، مؤلف و زیست‌شناس ایرانی |
| فضل‌الله رضا            | مهندس برق، استاد دانشگاه و سفیر ایرانی، دومین رئیس دانشگاه صنعتی شریف، سفیر سابق ایران در یونسکو و کانادا |
| عنایت‌الله رضا          | فلسفه دان، نویسنده و محقق تاریخ ایرانی |
| مجید سمیعی             | پزشک و جراح مغز و اعصاب سرشناس ایرانی |
| هوشنگ ابتهاج سمیعی     | معروف به «ه. الف سایه»، شاعر و موسیقی‌پژوه ایرانی |
| محمدباقر نوبخت         | معاون رئیس‌جمهور ایران، دبیرکل حزب اعتدال و توسعه |
| جعفر خمامی زاده        | استاد و پژوهشگر گیلان شناسی |
| پرویز رصدی             | متخصص علوم آزمایشگاه بالینی |
| محمدتقی پوراحمد جکتاجی | مدیر مسئول انتشارات گیلکان |
| محمد شریعتمداری        | معاون اجرایی رئیس‌جمهور و رئیس سازمان فضایی ایران |
| محمد علی ثابت قدم      | شهردار رشت |
| داریوش رمضانی          | کاریکاتوریست ایرانی |
| سام واثقی              | فارغ‌التحصیل دانشگاه اشتوتگارت در زیست‌شناسی و مهندسی ماشین‌سازی و فرایندها. فوق دکترا از دانشگاه مدیریت هاروارد. نویسنده، محقق، مترجم و ناشر. بنیان‌گذار و سردبیر گروه انتشارات آزاد ایران و بنیاد کتاب‌های سوختهٔ ایران در سوئد. |
| ابراهيم شعبانی پور     | دبیر ریاضی دهه ۶۰ و ۷۰ و ۸۰ |
| فرشید شکرخدایی         | رییس کمیسیون توسعه پایدار و محیط زیست و آب اتاق بازرگانی و صنایع و معادن وکشاورزی ایران پایه گذار و دبیر جشنواره ملی بهره وری                                                                                                |

## معماری
زمینی به وسعت ۱۸ هزار متر مربع برای مدرسه خریداری شد. اطراف این زمین جز از ناحیه شمال و باختر، تماماً سبزه زار بود.
مهندس شولتس آلمانی‌تبار بنای اصلی دبیرستان را تهیه کرد و با نظارت وی ساخت بنا پایان یافت. بنا تقریباً در وسط این زمین بزرگ ساخته شد. مدرسه طوری طراحی شد که به جز کلاس‌های درس، دارای آزمایشگاه فیزیک، شیمی و آزمایشگاه طبیعی  نیز بود. دیگر دارایی‌های مدرسه تالار نقاشی، سالن جلسات و تئاتر، بالکنی برای نصب نورافکن و نمایش فیلم بود. بنای ساختمان اصلی در شهریور ۱۳۹۵ به همت مدیریت وقت مدرسه،  علیرضا جعفری مورد مرمت قرار گرفت.
نمای ساختمان بسیار زیبا ساخته شد. قسمت بالای آن با بیت
| توانا بود هرکه دانا بود |  | بدانش دل پیر برنا بود |

، زینت یافته‌است؛ در زیر آن نیز ساعتی نصب شده‌است. در پایین آن و زیر سردر ورودی، مجسمه فروهر با سیمان برجسته خودنمایی می‌کرد. روی بال‌های فروهر واژه‌های دانایی و توانایی حک شده‌است.
تاریخ این بنا در شعری گنجانده شد، که شاعرش استاد بدیع الزمان فروزانفر بود. در این بیت آمده است: 
| چارده سال از هزار و سیصد افزون بد که یافت |  | این بنا انجام و شد ماواگه علم و هنر |

به جز فضای آموزشی، ساختمان دیگری بنا شد که کتابخانه و دفتر دبیرستان و کادر اداری مدرسه را تشکیل می‌داد. در نهایت مدرسه با اعتبار ۷۰۰ هزار ریال به اتمام رسید و مهرماه ۱۳۱۵ با ۴۲۱ دانش آموز مورد بهره‌برداری قرار گرفت. این مدرسه نوین، در برهه‌های زمانی متفاوت به لحاظ کیفیت آموزشی، ارتقاء می‌یافت.
تشکیل انجمن‌های مختلف نظیر انجمن ورزش، طبیعی، نطق و مناظره سالنامه و تألیف، برگزاری کلاس‌های آموزش نظامی، کمک به دانش آموزان تنگدست و… فقط یکی از فوق برنامه‌ها بود. در این مدرسه دختران نیز درس می‌خواندند.

## پیش از انقلاب
در سال‌های اولیه دههٔ ۱۳۲۰ شمسی و همزمان با حضور ارتش اشغالگر متفقین در گیلان، دبیرستان از این جریانات بی تأثیر نبوده و در قلب حوادث روز قرار داشت. هیاتی هنری بنام تئاترال هر هفته جمعه‌ها در سالن آمفی تئاتر دبیرستان به اجرای برنامه هنری می‌پرداخت و این موضوع به پویایی فضای هنری دبیرستان و حتی شهر می‌افزود.
این دبیرستان که حالا نامش  شهید دکتر بهشتی است در سال ۱۲۹۸ ه‍.ش در شهر رشت تأسیس شد. این مدرسه را آلمانی‌ها ساختند و اگر از بالا به این مدرسه نگاه کنیم به شکل یک عقاب است. از کسانی که در این مدرسه از ۹۰ سال پیش درس خوانده‌اند و فارغ‌التحصیل شده‌اند می توان به فضل‌الله رضا، محمّد معین، عنایت الله رضا،  هوشنگ ابتهاج و خیلی از شعرایی که برخی از آن‌ها حالا در ایران نیستند، نام برد. «فکر نمی‌کنم مدرسه‌ای داشته باشیم که از ابتدا عکس مدیرانش را بر دیوار زده باشد و مدیر بعدی که آمد ببیند مدیر قبلی چه کسی بوده‌است؛ اما این مسئله، سنت این مدرسه است و عکسهای همه مدیرانش از ابتدا تا کنون موجود است.»
اصغرنیا که دانش‌آموخته این مدرسه است ادامه می‌دهد: «آن موقع در سال ۱۳۱۴، اولین تیم فوتبال استان مال اینها بوده‌است؛ یعنی آنقدر مدرسه بزرگ بوده که زمین فوتبال داشته‌است. آن موقع در حیاط بارفیکس داشته‌است که بچه‌ها بتوانند در حیاط بازی بکنند و ورزش بکنند.»
او از تألیفات دانش آموختگان این مدرسه این چنین روایت می‌کند: «جالب این است که اگر آثار این نویسنده‌ها را جمع کنیم تمام کتابخانه‌های استان را پر می‌کند. در اینجا نویسندگان بزرگی مثل  محمود بهزاد، پدر زیست‌شناسی ایران، بوده‌اند یا استاد جعفر خمامی زاده که مترجم کتاب‌های رابینو است و بهترین کتابخانه و بهترین آزمایشگاه‌ها در آنجا بوده‌است.» اصغرنیا ادامه می‌دهد: «همیشه بهترین تئاتر استان در سالن آنجا برگزار می‌شد. آن موقع که ما بودیم، شاگردها را گزینش می‌کردند. استان گیلان، استان اول کشور در کنکور بود. حالا اگر در هر گوشه دنیا که برویم، فارغ التحصیلان این مدرسه حضور دارند. جالب این است که مدرسه چه قدر محکم بوده‌است که بعد از ۹۰ سال، حتی در زلزله گیلان تکان نخورده است.»

## تغییرات

### تغییر نام
در جریان اعتراضات انقلاب ۵۷ آذر هوشنگ مدیریت دبیرستان را برعهده گرفت؛ نام دبیرستان به آزادگان تغییر یافت. تغییر نام دبیرستان به شهید بهشتی زمانی بود که محمد باقر نوبخت، ریاست دبیرستان را برعهده گرفت.

### تخریب حیاط
ساختمان دبیرستان در مقاطعی از تاریخ دستخوش تغییرات شد. آتش‌سوزی آزمایشگاه مدرسه را در سال ۱۳۷۷ نابود کرد. پس از آن مدرسه به کمک میراث فرهنگی مرمت شد. پیش از اینها ساختمان دبیرستان و حیاط مدرسه اندک اندک کوچک‌تر شد. ابتدا ساختمانی برای آموزش و پرورش، سپس خانه‌ای برای مدیران کل آموزش و پرورش ساخته شد. در ضلع جنوبی حیاط مدرسه نیز دبیرستان شریعتی ساخته شد. ساختمان‌های اداری، فروشگاه تعاون فرهنگیان، مسجد قدس و مهمانپذیر فرهنگیان از دیگر بناهایی بود که حیاط قدیمی‌ترین مدرسه نوین رشت را کوچک‌تر کرد. تا جایی‌که محمد باقر نوبخت وقتی برای نواختن زنگ مدرسه در سال ۱۳۹۲ پا به مدرسه دوران تحصیل و مدیریتش گذاشت از این فضای تنگ شده برای جنب و جوش دانش آموزان تاسف خورد.

## نگارخانه

پرسنل مدرسه متوسطه نمره ۱. (۱۲۹۸ شمسی)
پرسنل دبیرستان شاهپور. (۱۳۱۳ شمسی)
نمایی از دبیرستان شاهپور. (۱۳۵۰ شمسی)
پرسنل و دانش آموزان دبیرستان بهشتی (شاهپور). (۱۳۶۸ شمسی)